# جائزة الكرة الذهبية 1965
جائزة الكرة الذهبية 1965، جائزة سنوية تُعطى لأفضل لاعب كرة القدم في العالم من طرف مجلة فرانس فوتبول الفرنسية، كما تقرره لجنة دولية من الصحفيين الرياضيين، وفاز بالجائزة في 28 ديسمبر 1965 اللاعب البرتغالي أوزيبيو لاعب بنفيكا. ويعتبر أول برتغالي يفوز بالجائزة، وكذلك اللاعب الوحيد الذي فاز بالجائزة من بنفيكا.

## الترتيب
| الترتيب | اللاعب                 | النادي     | الجنسية  | النقاط |
| ------- | ---------------------- | ---------- | -------- | ------ |
| 1       | أوزيبيو                | بنفيكا     | البرتغال | 67     |
| 2       | جاشينتو فاكيتي         | إنتر ميلان | إيطاليا  | 59     |
| 3       | لويس سواريز ميرامونتيس | إنتر ميلان | إسبانيا  | 45     |